# Дамберг, Александр Константинович
Александр Константинович Дамберг (29 [17] августа 1843, Гельсингфорс, Нюландская губерния, Великое княжество Финляндское, Российская империя — после 1914, Белгород, Курская губерния, Российская империя) — русский живописец и график, писавший картины в стиле академизма; автор полотен в историческом и бытовом жанрах, пейзажей. Один из учредителей Товарищества курских художников.

## Биография
Родился 17 августа 1843 года в Гельсингфорсе. Отец его был офицером Российского императорского флота. С 1858 по 1867 год Дамберг был вольнослушателем в классе исторической живописи Императорской Академии художеств. За время обучения он был награждён двумя большими серебряными медалями и двумя малыми в 1863 и 1864 годах; последнюю получил за эскиз «Ангел смерти избивает всех перворожденных египтян». С 1864 по 1865 год был членом артели художников П. А. Крестоносцева — В. М. Максимова в Санкт-Петербурге, в которую также входили Виктор Алексеевич Бобров, Александр Александрович Киселёв, Александр Фёдорович Калмылов, Николай Андреевич Кошелев, Александр Алексеевич Шурыгин, Павел Александрович Крестоносцев и Василий Максимович Максимов. Художники артели изображали на полотнах сцены из русского быта и жизни крестьян.
В 1867 году за картину «Смерть Олега» Дамберг был удостоен звания классного художника II степени. Другой значительной работой живописца в тот период стала картина 1870 года «Возвращение с Голгофы». С 1864 по 1874 год он выставлял свои полотна в залах Императорской Академии художеств. В 1868—1874 годах преподавал рисование в Быховском уездном училище Могилёвской губернии.
В 1873 году Дамберг переехал из Санкт-Петербурга в Курск. Он писал пейзажи, картины в историческом и бытовом жанрах, создал множество акварельных рисунков. В 1874 году им была написана картина «Привал цыган» (1874). В 1874—1898 годах преподавал рисование и черчение в Курском реальном училище. Дамберг был членом кружка гитаристов Юрия Михайловича Штокмана. Он изобрёл свою конструкцию гитары с круглым корпусом. В 1891 году художник представил в Императорскую Академию художеств на звание академика эскиз картины «Фламмарион. Приближение Земли к созвездию Геркулеса», но звания не получил.
В 1909 году Дамберг стал одним из учредителей Товарищества курских художников и постоянно участвовал в выставках этого товарищества. В 1910-х годах он жил и работал в Обояни и Белгороде. В 1913 году им было выставлено большое полотно «Фавн в доме Сафо». В 1914 году художник принял участие на VI выставке товарищества передвижников. Предположительно, вскоре после этого он умер. Картины Дамберга входят в собрания ряда музеев, включая Научно-исследовательский музей Российской Академии художеств, а также находятся в частных коллекциях.